# Kognitivně behaviorální terapie
Kognitivně-behaviorální terapie je léčebná metoda, která vychází z kombinace kognitivní a behaviorální psychoterapie.
Behaviorální psychoterapie získala podnět ke svému rozvoji v experimentální psychologii zabývající se studiem procesů učení. Poruchy chování jsou zde chápány především jako naučené reakce.
Kognitivní psychoterapie věnuje pozornost poznávacím procesům, a to především myšlení.
Spojením obou směrů vzniká terapeutický přístup, v němž se obě filosofická východiska kombinují dle aktuální potřeby.
Tato terapie vychází z předpokladu, že u většiny psychických problémů dojde ke zlepšení tím, že se identifikují a změní chybné a porušené představy, myšlenky a chování. Lidé trpící depresemi mají sklon vysvětlovat si všechna fakta ve svůj neprospěch. Úzkostní lidé zas mají tendenci hledět do budoucnosti s obavami a ti, kdo mají nízké vědomí vlastní hodnoty, přeceňují úspěchy druhých a podceňují své vlastní. Tato terapie učí lidi rozpoznávat a měnit nezdravé zvyky v myšlení, což se pak pozitivně odrazí v jejich chování.

## K hlavním rysům terapie patří
- krátkodobost a časová omezenost
- zaměření na přítomnost
- zaměření na konkrétní ohraničené problémy
- stanovení konkrétních funkčních cílů
- směrování k rychlé soběstačnosti klienta
- nácvikové metody: na principu opakování, učení, tréninku získává klient dovednosti a zvládá situace.

Tato metoda se s úspěchem používá především při terapii specifických úzkostných poruch, sociální fobie apod.

## Základní rysy kognitivně-behaviorální terapie
Je strukturovaná a převážně direktivní. Terapeut je zpočátku více aktivní a zaujímá roli experta, postupně však přenáší odpovědnost za průběh terapie na pacienta a jeho aktivita se snižuje. Vztah mezi terapeutem a pacientem je vztahem vzájemné spolupráce. Od pacienta se očekává, že bude k řešení svých problémů přistupovat aktivně, bude otevřeně sdělovat a zaznamenávat své myšlenky, emoce a zážitky a že bude ochoten zkoušet nové způsoby myšlení a chování i za cenu přechodného zvýšení emoční nepohody. Pro KBT vyšetření je charakteristické, že se zaměřuje na přítomné, konkrétní, pozorovatelné, vědomé a ohraničené problémy. Zaměřuje se především na faktory, které udržují problém.
Používané terapeutické postupy nejsou cílem samy o sobě, ale jen prostředkem k dosažení konkrétního cíle, na němž se pacient s terapeutem předem dohodli. KBT se zaměřuje na konkrétní změny v životě. Za důležité se považuje především to, jak pacient mění své chování mezi sezeními, v přirozeném prostředí, nikoli jak se mění jeho chování při sezení. Typické pro KBT je edukativní zaměření a směřování k soběstačnosti pacienta. Zvládáním obávaných situací zvyšuje pocit vlastní zdatnosti a své sebevědomí. Postupně dokáže své problémy úspěšně zvládat a přestává terapeuta potřebovat.

## Typy

### KKBT
Krátká kognitivně behaviorální terapie (KKBT) je forma KBT, která byla vyvinuta pro situace, ve kterých jsou časová omezení na terapeutická sezení. KKBT může trvat až 12 akumulovaných hodin jak byla navržena. Tato technika byla vyvinuta a poprvé implementována na vojácích v zámoří, aby se zabránilo sebevraždě.

### Kognitivně-emoční behaviorální terapie
Kognitivně-emoční behaviorální terapie (KEBT) je forma KBT vyvinutá zpočátku pro jedince s poruchami příjmu potravy. Kombinuje aspekty KBT a dialektické behaviorální terapie a snaží se zlepšit porozumění a toleranci emocí s cílem usnadnit terapeutický proces. Často se používá jako „předběžná léčba“ k přípravě a lepšímu vybavení jedinců pro dlouhodobou terapii.

### Strukturovaná kognitivní behaviorální terapie
SKBT se liší od KBT dvěma různými způsoby. Za prvé, SKBT je podávána ve vysoce přísně řízeném formátu. Za druhé, SKBT je předem určený a konečný tréninkový proces, který se přizpůsobí účastníkovi. SKBT je navržen s úmyslem přivést účastníka ke konkrétnímu výsledku v určitém časovém období. SKBT staví na základní filosofii KBT začleněním dalších známých způsobů v oblasti behaviorálního zdraví a psychologie.

### Terapie morální reorganizace
Terapie morální reorganizace, typ KBT, který se používá k překonání antisociální poruchy osobnosti u kriminálníků, mírně snižuje riziko dalšího trestného činu.

### Trénink inokulace stresu
Tento typ terapie využívá směs kognitivních, behaviorálních a některých humanistických tréninkových technik se zacílením na stresory klienta. To se obvykle používá k tomu, aby klienti lépe zvládali stres nebo úzkost po stresových událostech.

### Kognitivní behaviorální hypnoterapie založená na Mindfulness
Kognitivně behaviorální hypnoterapie založená na Mindfulness (KBHM) je formou KBT zaměřená na okamžité uvědomění s využitím sebereflexe se zaměřením na podvědomé tendence. Jde o proces, který obsahuje v podstatě tři fáze, které jsou využívány k dosažení požadovaných cílů.

### Psychodynamická kognitivní hypnoterapie založená na Mindfulness (PCMBH)
Psychodynamická kognitivně-behaviorální hypnoterapie založená na mindfulness (PCMBH) je integrativní psychoterapeutický přístup, který kombinuje psychodynamickou terapii, kognitivně-behaviorální terapii (CBT), postupy mindfulness a hypnoterapii. Jejím cílem je posílit sebeuvědomění, emoční regulaci a změnu chování tím, že se zabývá jak vědomými, tak nevědomými procesy. Přístup se řídí strukturovaným, ale flexibilním rámcem, obvykle začíná CBT pro úpravu maladaptivních vzorců myšlení, zahrnuje mindfulness pro seberegulaci, využívá psychodynamické zkoumání pro hlubší vhled a využívá hypnoterapii pro posílení terapeutického pokroku. PCMBH je přizpůsobitelná individuálním potřebám a může podpořit dlouhodobý osobní rozvoj.

### Sjednocený protokol
Sjednocený protokol pro transdiagnostickou léčbu emocionálních poruch (SP) je forma KBT, vyvinutá Davidem H. Barlowem a vědci z Bostonské univerzity, která může být aplikována na řadu depresí a úzkostných poruch.
SP obsahuje tyto komponenty:
- Psycho-vzdělávání
- Kognitivní přehodnocení
- Regulace emocí
- Změna chování

## Použití
KBT se používá k léčbě řady psychologických problémů, včetně:
- úzkost
- úzkostné poruchy, jako je sociální fobie, obsedantně-kompulzivní porucha nebo posttraumatická stresová porucha
- deprese
- nízké sebevědomí
- iracionální obavy
- hypochondrie
- zneužívání návykových látek, jako je kouření, pití nebo jiné užívání drog[9]
- problém s hazardem
- poruchy příjmu potravy
- nespavost
- manželské nebo vztahové problémy
- určité emoční problémy nebo problémy s chováním u dětí nebo dospívajících.